# Guerra gòtica (250-251)
La Primera Guerra Gòtica (250-251) fou un conflicte armat entre l'Imperi Romà i una confederació de tribus escites que travessaren el Danubi i envaïren les províncies romanes de Dàcia i Mèsia, entre el 250 i el 251. Tot i que la frontera amb les tribus germàniques havia estat sempre conflictiva i inestable, es considera que aquest fou el primer cop que els bàrbars atacaren territori romà amb unes forces i una coordinació mai vistes abans.

## Context històric
La pressió dels bàrbars al llarg de la frontera septentrional i l'enfrontament amb l'Imperi Sassànida a l'orient s'havia intensificat en els darrers anys, donant la sensació que l'Imperi Romà estava totalment envoltat per un anell de tribus enemigues. La vella diplomàcia romana que des de temps d'August es basava en l'amenaça de la força, alhora que intentava fomentar les lluites internes entre les tribus bàrbares, ja havia perdut l'eficàcia. Per els romans era extremadament important que les legions estiguessin preparades en tot moment per a interceptar ràpidament qualsevol intent d'invasió per part dels bàrbars, tasca extremadament difícil donada la longitud de la frontera i la creixent inestabilitat en l'exèrcit romà; amb contínues batalles internes. Molts dels emperadors d'aquella època van ser proclamats per les legions i ni tan sols van arribar a posar un peu a Roma; ocupats com estaven a lluitar contra altres pretendents al tron, usurpadors i enemics externs durant regnats sobtadament curts, caòtics, i violents. El 249 Deci fou proclamat emperador per les legions romanes de Mèsia i amb elles es va dirigir cap a Itàlia per enfrontar-se a Felip l'Àrab, a qui va derrotar i matar en la batalla de Verona. Aquest moviment, però, va afeblir les defenses de la zona balcànica, oferint una ocasió daurada a les tribus escites que aquestes no van desaprofitar.

Invasió gòtica 249-251.

## Invasió
Un exèrcit de 70.000 escites i carps comandat pel rei Cniva, creuà el Danubi per la ciutat d'Oescus i envaí Mèsia, probablement en dos columnes. El cos principal, comandat pel mateix Cniva, va arribar fins Novae, però allí foren rebutjats pel general i futur emperador Trebonià Gal i es desviaren fins Nicòpolis. Deci, conscient del perill de la situació, es posà en marxa davant dels seus homes per combatre l'enemic. Primer de tot es va dirigir a la Dàcia, on derrotà i va fer fugir als carps, guanyant-se el sobrenom de "Dacicus maximus" i "Restitutor Daciarum" ("restaurador de la Dacia"). Seguidament, l'emperador va acudir al rescat de Nicòpolis, on va sorprendre i derrotar les tropes de Cniva. La victòria, però, no fou completa i els gots travessaren tota la península dels Balcans per atacar la ciutat de Filipòpolis. A la ciutat, el governador Titus Julius Priscus, havia reunit un exèrcit i es preparava per resistir fins que Deci arribés amb reforços, però aquest, que avançava a marxes forçades, fou atacat per sorpresa i derrotat en la batalla de Filipòpolis. Deci es va veure obligat a fugir, abandonant la ciutat a la seva sort. Titus Juli Prisc, davant la derrota dels seus, es va autoproclamar emperador, potser amb l'esperança que d'aquesta manera podria negociar amb Cniva i evitar la caiguda de la ciutat. Però els gots saquejaren Filipòpolis i aconseguiren un quantiós botí. De Titus Julius Priscus no se sap res més i és probable que morís durant la caiguda de la ciutat.

## Mort de l'emperador
Deci, havent reorganitzat el seu exèrcit, decidí atacar els gots quan aquest tornaven a les seves terres, però en la següent Batalla d'Abritus els romans foren massacrats i el mateix emperador i el seu fill, Herenni Etrusc, foren morts, essent els primers emperadors en la història de Roma en caure en batalla davant d'un enemic estranger.

## Tractat de Pau
Trebonià Gal, supervivent de la batalla, fou proclamat emperador per les tropes, però davant de la derrota es veié forçat a pactar amb Cniva un tractat força humiliant pels romans. Els gots obtingueren pas lliure cap a les seves terres i a més conservaren tot el botí capturat a Filipòpolis, no només en termes de diners i riqueses, sinó conservant també tots els esclaus, alguns d'ells d'origen noble. És probable que Trebonià acceptés inclús el pagament de subsidis anuals als gots a canvi de la promesa d'aquests de no atacar territori romà.